# Zadrugizm
Zadrugizm, narodowy kolektywizm – nacjonalistyczna ideologia polityczna autorstwa Jana Stachniuka, proponowana przed wojną przez ruch Zadruga. Czasem określana jako odmiana narodowego komunizmu. Bywa również określana jako totalitarna oraz zaliczana do nurtów faszyzmu, jednak Stachniuk negatywnie oceniał zarówno odmiany faszyzmu, jak i stalinizm.
Program gospodarczy proponowany przez Stachniuka był wprost wzorowany na rozwiązaniach z Rosji Radzieckiej. Proponował on utworzenie Centralnego Organu Dyspozycyjnego, mającego rozporządzać siłami wytwórczymi bezklasowego, scalonego „narodu robotników”, zorganizowanego na wzór „społeczności mrówek lub termitów”. Jego wola miała być determinowana przez „awangardę narodu”, będącą jednocześnie „elitą wartości biologicznej”. Podrzędnymi jednostkami państwowymi miały być przedstawicielstwa terytorialne, syndykaty wytwórców i spółdzielnie spożywców. Motywacja ekonomiczna miała być oparta na „entuzjazmie zadrużnym”.
Polityczno-gospodarcze koncepcje Stachniuka ściśle łączą się z jego filozofią kulturalizmu, zakładając konieczność przeprowadzenia tzw. „rewolucji kulturalnej” w celu wprowadzenia ustroju kolektywnego. Zadrużanie postulowali odrzucenie wszystkich elementów kultury narodowej, które stałyby w sprzeczności z wymogami postulowanego przezeń „współczesnego życia narodu”.